# Kongo na Mistrzostwach Świata w Lekkoatletyce 2019
Kongo na Mistrzostwach Świata w Lekkoatletyce 2019 – reprezentacja Konga podczas mistrzostw świata w Doha liczyła 2 zawodników.

## Skład reprezentacji

### Mężczyźni
| Zawodnik      | Konkurencja    | Kwalifikacje | Kwalifikacje | Finał | Finał   | Źródło |
| Zawodnik      | Konkurencja    | Wynik        | Pozycja      | Wynik | Pozycja | Źródło |
| ------------- | -------------- | ------------ | ------------ | ----- | ------- | ------ |
| Franck Elemba | pchnięcie kulą | 19.76        | 29.          | NQ    | NQ      | [ 1 ]  |

### Kobiety
| Zawodniczka           | Konkurencja   | Eliminacje | Eliminacje | Półfinał | Półfinał | Finał | Finał   | Źródło |
| Zawodniczka           | Konkurencja   | Wynik      | Pozycja    | Wynik    | Pozycja  | Wynik | Pozycja | Źródło |
| --------------------- | ------------- | ---------- | ---------- | -------- | -------- | ----- | ------- | ------ |
| Natacha Ngoye Akamabi | bieg na 200 m | DSQ        | DSQ        | NQ       | NQ       | NQ    | NQ      | [ 2 ]  |